# Sándor Wladár
Sándor Wladár (Boedapest, 19 juli 1963) is een voormalig topzwemmer uit Hongarije, die de gouden medaille won op de 200 meter rugslag bij de Olympische Spelen van Moskou (1980). Een jaar later, bij de Europese kampioenschappen langebaan (50 meter) in Split, zegevierde hij op zowel de 100 als de 200 meter rugslag.
1900: Ernst Hoppenberg ·
1964: Jed Graef ·
1968: Roland Matthes ·
1972: Roland Matthes ·
1976: John Naber ·
1980: Sándor Wladár ·
1984: Rick Carey ·
1988: Igor Poljanski ·
1992: Martín López-Zubero ·
1996: Brad Bridgewater ·
2000: Lenny Krayzelburg ·
2004: Aaron Peirsol ·
2008: Ryan Lochte ·
2012: Tyler Clary ·
2016: Ryan Murphy ·
2020: Jevgeni Rylov ·
2024: Hubert Kós